# Simulium mauense
Simulium mauense är en tvåvingeart som beskrevs av Nunes de Mello 1974. Simulium mauense ingår i släktet Simulium och familjen knott. Inga underarter finns listade i Catalogue of Life.